# Гусман Юлій Соломонович
Юлій Соломонович Гусман (нар.. 8 серпня 1943, Баку, СРСР) — радянський і російський режисер театру і кіно, телеведучий, актор, громадський і політичний діяч. Засновник і художній керівник першої Національної премії Російської Академії кінематографічних мистецтв — премії «Ніка», постійний член журі КВН, член президії Російського єврейського конгресу.

## Біографія
Юлій Гусман народився в єврейській родині військового лікаря, головного терапевта Каспійської військової флотилії під час німецько-радянської війни, підполковника, доктора медичних наук, професора, заслуженого діяча науки Соломона Мойсейовича Гусмана (1904-1980). Мати — Лола Юліївна Борсук (1916-1977), за першою професією актриса, потім перекладачка, доктор педагогічних наук, професор інституту іноземних мов Азербайджану. За словами самого Юлія Гусмана, п'ять поколінь його предків жили в Азербайджані. Брат — Михайло Гусман (нар. 1950), заслужений працівник культури, лауреат Державної премії Росії, перший заступник генерального директора ІТАР-ТАСС.
У 1960 році Юлій Гусман закінчив бакинську школу № 160 і вступив до Азербайджанського медичного інституту імені Нарімана Наріманова. Всерйоз медициною не цікавився, але захопився психологією: гіпнозом, навчанням у сні, ясновидінням, психотерапією, працями Фрейда.
В інституті він активно займався громадською роботою і спортом. Має дев'ять спортивних розрядів з різних видів спорту, був чемпіоном товариства «Буревісник» з фехтування на шаблях, має коричневий пояс з карате. Брав участь у художній самодіяльності, грав у шкільному театрі.
У 1964 році разом з друзями  Юлій Гусман створює самостійний бакинський клуб КВН. Через рік стає його лідером, протягом семи років є капітаном збірної команди Баку, яка не програла з 1967 по 1972 рік жодного змагання, стала неодноразовим чемпіоном СРСР, а в 1970 році — володарем Кубка «Чемпіон чемпіонів КВН». Вперше увів до КВН «організованість» — команда Баку виступала в одній формі. Автор і виконавець трюків «Зрив вусів», «Зняття бороди» і фрази «З мене як з Гусмана вода!»
У 1966 році  Юлій Гусман закінчив інститут за спеціальністю «лікар-психіатр».
В 1970 році закінчив аспірантуру при Інституті удосконалення лікарів імені професора Азіза Алієва Міністерства охорони здоров'я СРСР за спеціальністю «Психологія і психіатрія», написав дисертацію на тему «Клініко-психологічні кореляції при церебральному атеросклерозі».
У 1973 році  Юлій Гусман закінчив Вищі курси сценаристів і режисерів Держкіно СРСР, після чого повернувся до Баку. В 1973-1988 роках — режисер-постановник кіностудії «Азербайджанфільм». У 1976-1984 роках — художній керівник Азербайджанського державного музичного театру. У співавторстві з Ярославом Головановим написав фантастичну повість «Контакт» (1976).
У 1982 році разом з І. М. Гольдіним підготував сценарій і провів за пропозицією Надзвичайного і Повноважного Посла СРСР в США Анатолія Добриніна та розпорядженням голови Державного телебачення і радіомовлення СРСР Сергія Лапіна перший в історії космічний телеміст між СРСР і США.
У 1984-1985 роках — головний режисер Бакинського театру пісні.
Далі ним були поставлені вистави «Шапка з вухами» (музика Едуарда Хагагортяна), «Дракон» (музика Е. Адлера по казці Євгена Шварца) і багато інших. У своїх роботах режисер Юлій Гусман виявив схильність до дослідження парадоксів людської душі. У сценічному прочитанні Александра Дюма, наприклад, прагнув наблизити своїх героїв до юного покоління 1970-х років з тим, щоб їм були зрозумілі пориви до добра, чужа біль.
З 1988 року  Юлій Гусман живе і працює в Москві.
Тривалий час входив до правління московського Центрального Будинку кінематографістів (ЦДК), у 1988-2002 роках — директор ЦДК. За його участю починається видання газети — «Будинок Кіно», створено власний телевізійний центр. Були проведені перші в Росії політичні вечори, присвячені Олександру Солженіцину і Миктиті Хрущову, творчі зустрічі з Наумом Коржавіним, Володимиром Войновичем. Будинок кіно протягом багатьох років залишався своєрідною штаб-квартирою демократичних сил, політичним і культурним центром столиці (посаду директора ЦДК обіймав до серпня 2002 року).
Юлій Гусман - автор ідеї створення та художнього втілення першої Російської Національної кінематографічної премії «Ніка», аналога премії «Оскар» американської кіноакадемії, і премії «Зелене яблуко — золотий листок» для молодих кінематографістів. З цією метою була створена Генеральна дирекція «Ніка». Потім — Академія кінематографічних мистецтв Росії, до якої увійшли провідні актори, режисери, сценаристи, художники, оператори, кінокритики країни.
У 1996-2000 роках — ведучий публіцистичної програми «Тема» телекомпанії «ВІD» на каналі ОРТ. У 1999 році — ведучий розважальної телевізійної програми «Вечір з Юлієм Гусманом» (ОРТ). Однак цю програму незабаром закрили за низьких рейтингів.
У 2005 році на сцені Центрального академічного театру Російської армії спеціально для народного артиста СРСР Володимира Михайловича Зельдіна (йому тоді виповнилося 90 років) Юлій Гусман поставив знаменитий американський мюзикл «Людина з Ламанчі» (за мотивами роману Сервантеса «Дон Кіхот»).
У 2006 році, після двадцятип'ятирічного перерви,  Юлій Гусман повернувся до кіно, знявши фантастичну комедію «Парк радянського періоду».
У 2007 році на радіо «Сіті-FM» почала виходити програма «Парк культури та відпочинку імені Юлія Гусмана» (автори і ведучі — Ю. Гусман і С. Чайка).
У 2010 році на сцені Центрального академічного театру Російської армії Юлій Гусман поставив виставу-присвяту «Танці з учителем», приурочену до девяностапятилітнього ювілею народного артиста СРСР Володимира Михайловича Зельдіна.
Постійний член журі Вищої ліги КВН. Запрошувався на фінальні ігри Прем'єр-ліги КВК у 2005, 2008, 2009, 2011, 2012 і 2013 роках. Вісім разів був членом журі фестивалю КВН «Голосящий Ківін» (1995, 2006, 2008, 2010, 2011, 2012, 2015, 2016).
Є співведучим програми «Кейс» на радіо «Ехо Москви» і співведучим Олександра Маслякова у гумористичній програмі «Почуття гумору» на Першому каналі.

### Родина
- Тітка — Дора Самійлівна Гусман, дружина архітектора, кумицького князя Мехті Хасаєвича Уцмієва (1903—1993), який був нащадком відомої поетеси Натаван Хуршидбану[4].
- Дружина Валіда Мурадівна Гусман, викладачка французької та російської мов, професор Джорджтаунського університету[5].
- Донька — Лола (нар. 1977), навчалася в Нью-Йорку, закінчила два університети і юридичну школу, стажувалася в Румунії, юрист, вийшла заміж за британського аристократа Джеймса Ріда Стюарта Бремнера — маркетолога-програміста, народила 15 квітня 2009 року сина Максиміліана[6].
- Брат — Михайло Соломонович Гусман (нар.. 23 січня 1950, Баку, СРСР) — радянський і російський журналіст, перекладач та інтерв'юер, радіо — і телеведучий. Перший заступник генерального директора ІТАР-ТАСС. Заслужений працівник культури Російської Федерації (2001). Лауреат Державної премії Росії (2002).

## Політика і громадська діяльність

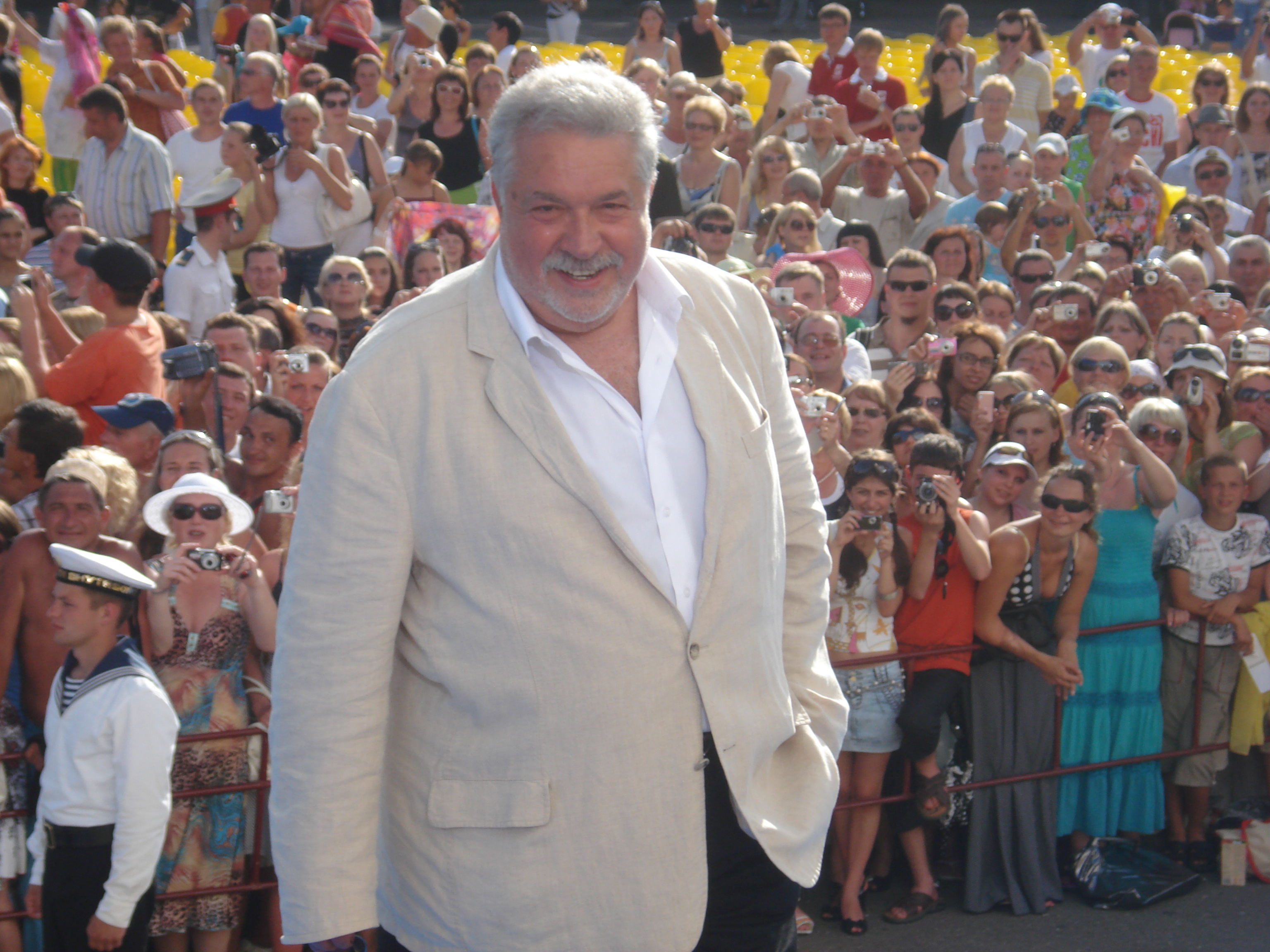
Юлій Соломонович Гусман на «Кінотаврі-2010»

У 1993-1995 роках Юлій Гусман був депутатом Державної Думи Російської Федерації I скликання, членом фракції «Вибір Росії», з 1994 року обіймав посаду заступника голови Комітету з питань геополітики. Один з творців депутатського Клубу Державної Думи і Президентського тенісного клубу «Великий капелюх». Один із засновників, член Президії та голова Громадської ради Російського єврейського конгресу, член Центральної ради Всеросійського азербайджанського конгресу, член Комітету громадянських ініціатив Олексія Кудріна. У 2005 році брав участь у створенні громадського комітету «Москвичі за єдиний демократичний список», підтримував на виборах партії «Яблуко» та «Союз правих сил».
Юлій Гусман неодноразово висловлювався проти націоналізму, ксенофобії, гомофобії. Негативно відгукувався про законодавчу заборону «пропаганди гомосексуальності». У 2012 році, беручи участь у ток-шоу «Історичний процес», прикріпив до піджака шматочок паперу з написом «гей» в знак солідарності з дискримінованими меншинами. Був серед діячів культури, які підписали відкритий лист із закликом звільнити з ув'язнення учасниць групи «Pussy Riot».

## Творчість

### Фільмографія
| Рік  | Назва фільму                    | Режисер | Сценарист                        | Продюсер   | Актор       | Роль             | Примітки |
| ---- | ------------------------------- | ------- | -------------------------------- | ---------- | ----------- | ---------------- | -------- |
| 1976 | В один прекрасний день          | Так     | Н/Д                              |            |             |                  |          |
| 1978 | Дачний будинок для однієї сім'ї | Так     | Н/Д                              |            |             |                  |          |
| 1981 | Не бійся, я з тобою             | Так     | Так                              | Епізод     | Телефільми  |                  |          |
| 1982 | Крижина в теплому морі          | Так     | Так                              | Епізод     | Телефільми  |                  |          |
| 1984 | Що таке «Єралаш»?               | Так     | Так                              | Так        | Телережисер | Відеофільм       |          |
| 1993 | Настя                           | Так     | Телеведучий                      |            |             |                  |          |
| 2006 | Парк радянського періоду        | Так     | Так                              | Так        | Так         | Камео            |          |
| 2007 | Дочки-матері                    | Так     | Один Ярської                     | Серіал     |             |                  |          |
| 2013 | Папуга Club                     | Так     | Великий Федя (озвучення)         | Мультфільм |             |                  |          |
| 2013 | Не бійся, я з тобою! 1919       | Так     | Так                              | Так        | Так         | Шпрехшталмейстер |          |
| 2014 | Кавказька полонянка!            | Так     | Головлікар психіатричної лікарні |            |             |                  |          |

### Режисерські театральні роботи
- Людина з Ламанчі
- Танці з учителем
- Дракон
- Три мушкетери
- Шапка з вухами

## Нагороди
- Орден Дружби (20 травня 2004 року) — за багаторічну плідну діяльність у галузі культури і мистецтва[25].
- Орден «Слава» (Азербайджан, 15 листопада 2013 року) — за заслуги в зміцненні взаємних культурних зв'язків між Азербайджанською Республікою і Російською Федерацією[26]
- Орден «Дружба» (Азербайджан, 1 серпня 2018 року) — за багаторічну плідну діяльність у розвитку культурних зв'язків між Азербайджанською Республікою і Російською Федерацією[27]
- Заслужений діяч мистецтв Російської Федерації (27 вересня 1993 року) — за заслуги в галузі кіномистецтва[28].
- Народний артист Азербайджану.
- Заслужений діяч мистецтв Азербайджану.